# تپه خولکو (خاکستر)
تپه خولکو (خاکستر) مربوط به دوران‌های تاریخی پس از اسلام است و در شهرستان بیجار، بخش مرکزی، روستای شیرکش بالا واقع شده و این اثر در تاریخ ۲۴ فروردین ۱۳۸۲ با شمارهٔ ثبت ۸۰۳۸ به‌عنوان یکی از آثار ملی ایران به ثبت رسیده است.